# Strix ocellata
Strix ocellata é uma espécie de ave estrigiforme pertencente à família Strigidae.